# کهریز (خرم‌آباد)
کهریز محله ای در شرقی شهرستان خرم‌آباد در استان لرستان ایران است.

## جمعیت
این روستا در دهستان ده پیر قرار دارد و براساس سرشماری مرکز آمار ایران در سال ۱۳۸۵، جمعیت آن ۵۲۵ نفر (۱۱۶ خانوار) بوده‌است.